# Cantón de Mouthoumet
El cantón de Mouthoumet era una división administrativa francesa que estaba situada en el departamento de Aude y la región de Languedoc-Rosellón.

## Composición
El cantón estaba formado por dieciocho comunas:
- Albières
- Auriac
- Bouisse
- Davejean
- Dernacueillette
- Félines-Termenès
- Lairière
- Lanet
- Laroque-de-Fa
- Massac
- Montjoi
- Mouthoumet
- Palairac
- Salza
- Soulatgé
- Termes
- Vignevieille
- Villerouge-Termenès

## Supresión del cantón de Mouthoumet
En aplicación del Decreto nº 2014-204 de 21 de febrero de 2014, el cantón de Mouthoumet fue suprimido el 22 de marzo de 2015 y sus 18 comunas pasaron a formar parte del nuevo cantón de Las Corbières (de marzo de 2015 a enero de 2016 llamado Cantón de Fabrezan).